# Silvia Sperber
Silvia Sperber (n. 9 februarie 1965, Erpfting⁠(d), Bavaria, Germania) este o trăgătoare de tir ce a reprezentat Germania de Vest, medaliată olimpică. A participat la 3 ediții ale Jocurilor Olimpice (1984, 1988, 1992) în care a câștigat o medalie de aur și o medalie de argint.